# Schelde en Durme-estuarium van de Nederlandse grens tot Gent
Het Schelde en Durme-estuarium van de Nederlandse grens tot Gent is een Natura 2000-gebied (Habitatrichtlijngebied BE2300006) in Vlaanderen. Het gebied omvat ook de vogelrichtlijngebieden 'Durme en Middenloop van de Schelde' (BE2301235), 'Schorren en polders van de Beneden-Schelde' (BE2301336) en 'De Kuifeend en Blokkersdijk' (BE2300222). Sinds oktober 2023 bevinden vele van deze gebieden zich in het Nationaal Park Scheldevallei.
Het  gebied situeert zich langs de oevers en het estuarium van de Schelde ('Rivierpark Scheldevallei' ) vanaf Gent tot aan de Nederlandse grens in de provincies Oost-Vlaanderen en Antwerpen. Het Natura 2000-gebied beslaat 8957 hectare verspreid over verschillende natuurgebieden in de gemeenten Antwerpen, Berlare, Beveren, Bornem, Dendermonde, Destelbergen, Hamme, Kruibeke, Laarne, Lier, Lokeren, Melle, Sint-Amands, Temse, Waasmunster, Wetteren, Wichelen, Willebroek, Zele en Zwijndrecht.  Meer dan de helft van het gebied bestaat uit slikken, schorren, en diepe tot ondiepe watergebieden. Versnipperd in de riviervallei liggen moerassen, vochtige graslanden en natte bossen. Op een kleine oppervlakte zijn er ook fossiele rivierduinen met droge graslanden, heiden en bossen.In het gebied komen zestien Europees beschermde habitattypes voor: blauwgraslanden, droge heide op jonge zandafzettingen, dynamische rivieren met voedselrijk slikoevers met eenjarige planten, eiken-beukenbossen op zure bodems, essen-eikenbossen zonder wilde hyacint, estuaria, glanshaver- en grote vossenstaartgraslanden, open graslanden op landduinen, schorren, schorren met Slijkgras, slikken met Zeekraal, valleibossen, elzenbroekbossen en zachthoutooibossen,voedselarme tot matig voedselarme verlandingsvegetaties, voedselrijke, gebufferde wateren met rijke waterplantvegetatie, voedselrijke, soortenrijke ruigtes langs waterlopen en boszomen, wateren met kranswiervegetaties.
Er komen dertien Europees beschermde diersoorten voor in het gebied: bever, bittervoorn, fint, franjestaart, gevlekte witsnuitlibel, ingekorven vleermuis, kamsalamander, kleine modderkruiper, laatvlieger, meervleermuis, poelkikker, rivierprik, rosse vleermuis.
Gebieden die deel uitmaken van het Natura 2000-gebied 'Schelde- en Durme-estuarium van de Nederlandse grens tot Gent' zijn onder andere: Damvallei, Warandeduinen,  Kalkense Meersen, Vlassenbroekse polder, Coolhembos, Donkmeer, Berlare Broek, Bergenmeersen, Daknamse Meersen, Gemene schoren van Hamme, Groot Schoor, Sint-Amandsschoor, Eiland van Mariekerke, Lippenbroek, Molsbroek, Schorren van de Durme, Het Stort, Schouselbroek, Hingenebroekpolder, Schellandpolder, Oudbroekpolder, Kortbroek, Moervliet, Eikenvliet, Gebuispolder, Blokkersdijk, De Kuifeend, Galgeschoor, Groot Buitenschoor.

## Afbeeldingen

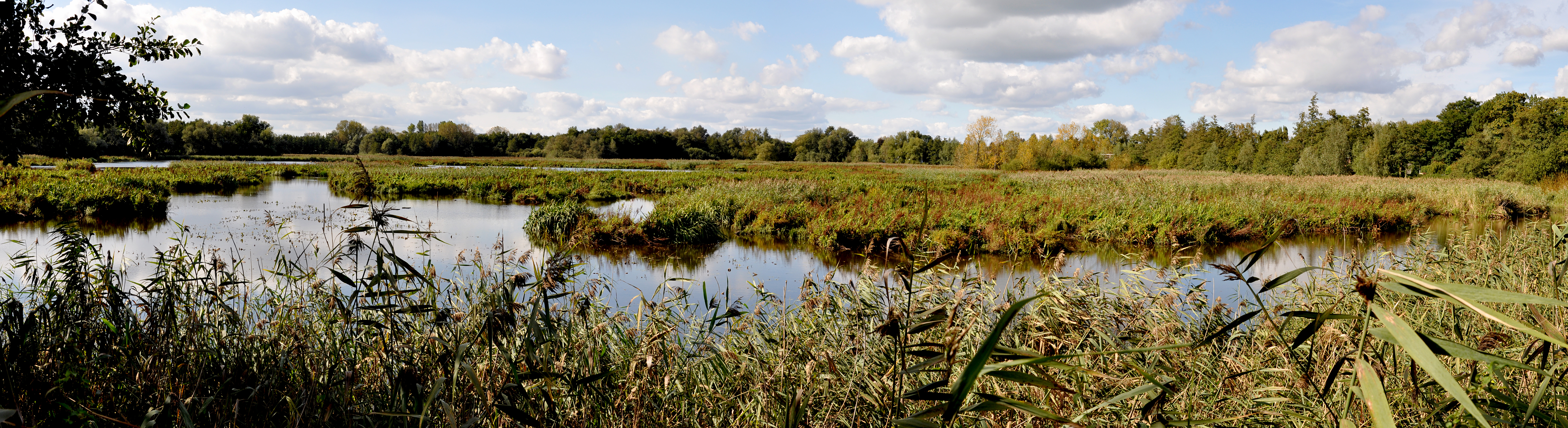
Molsbroek
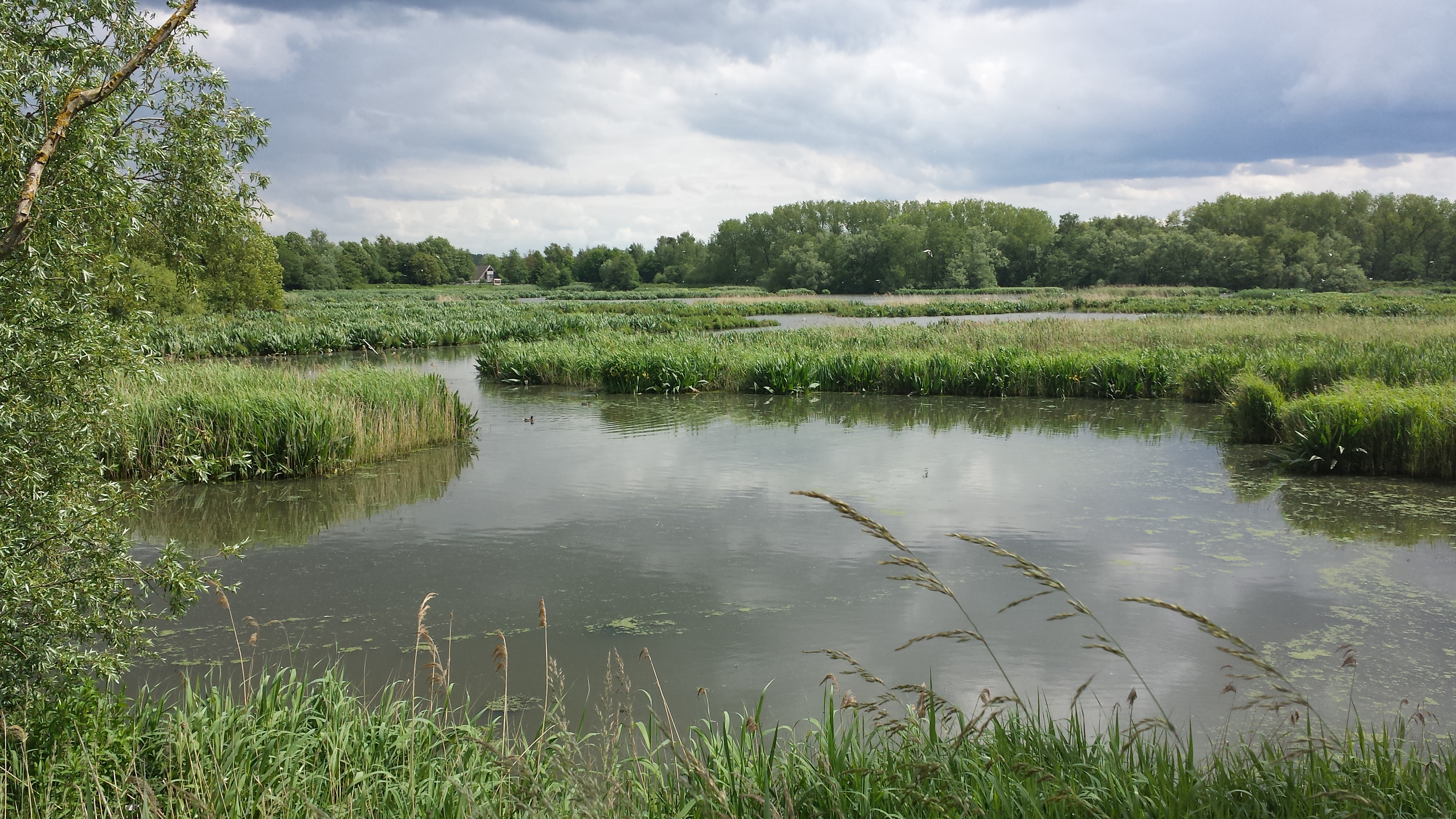
Molsbroek
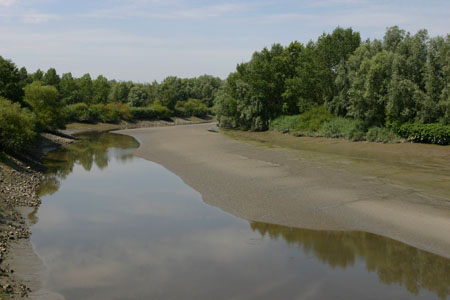
Durme
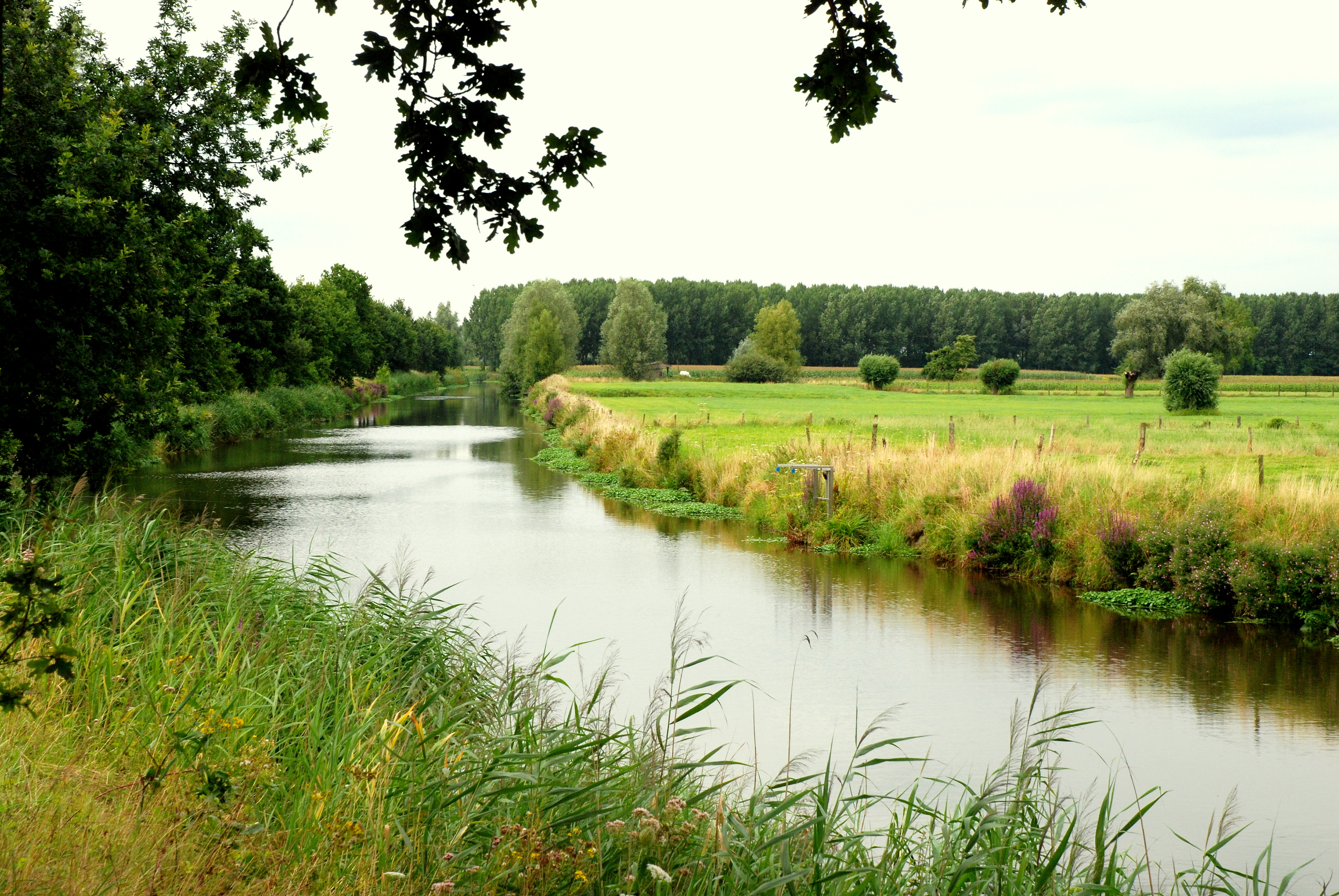
Kalkense Meersen
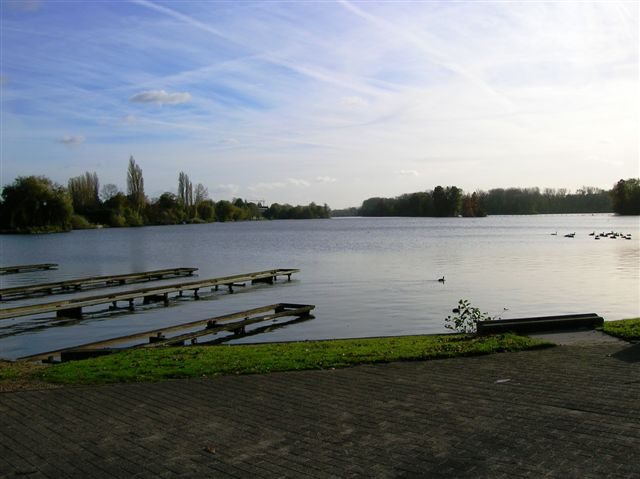
Donkmeer
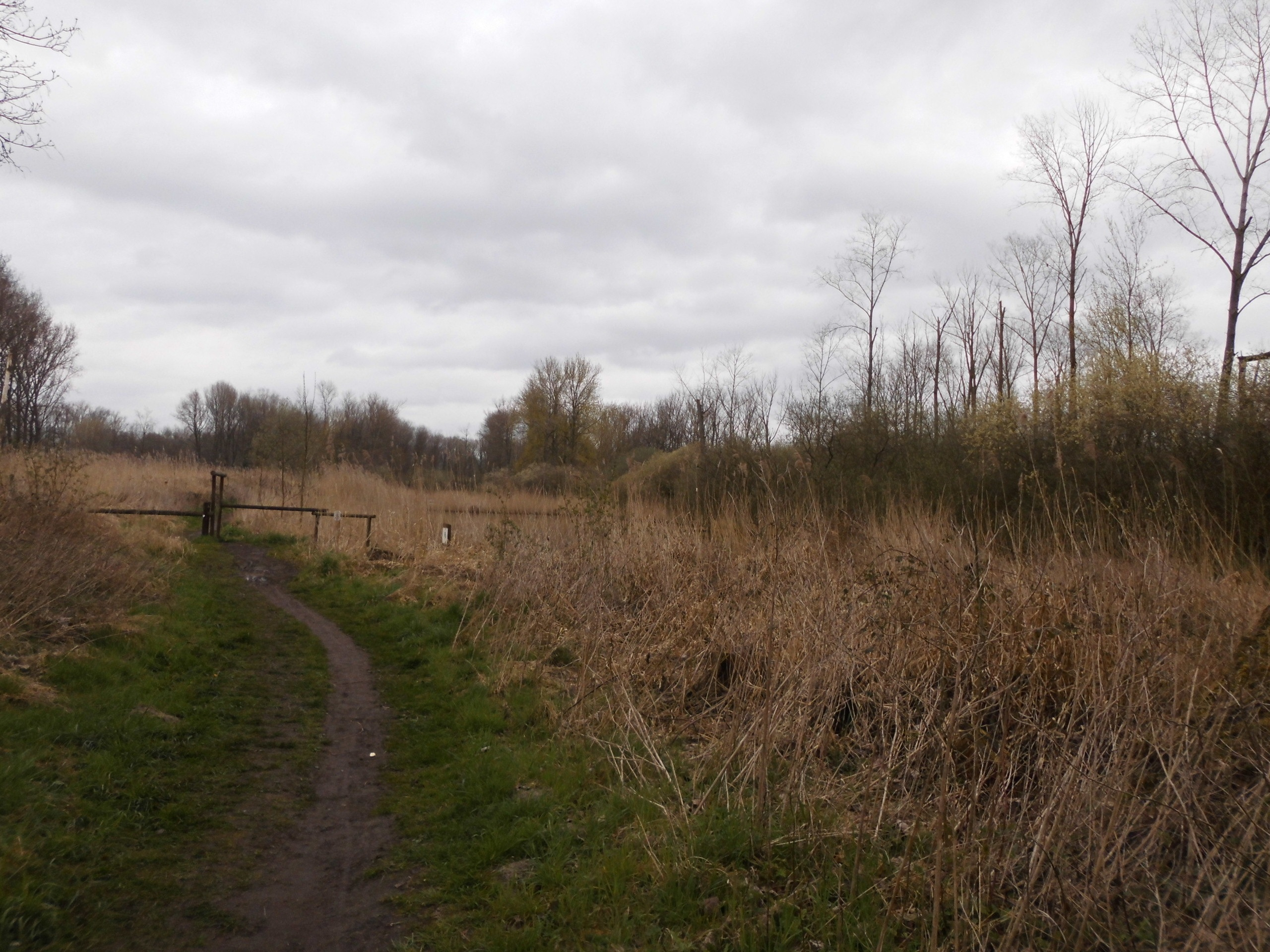
Berlarebroek
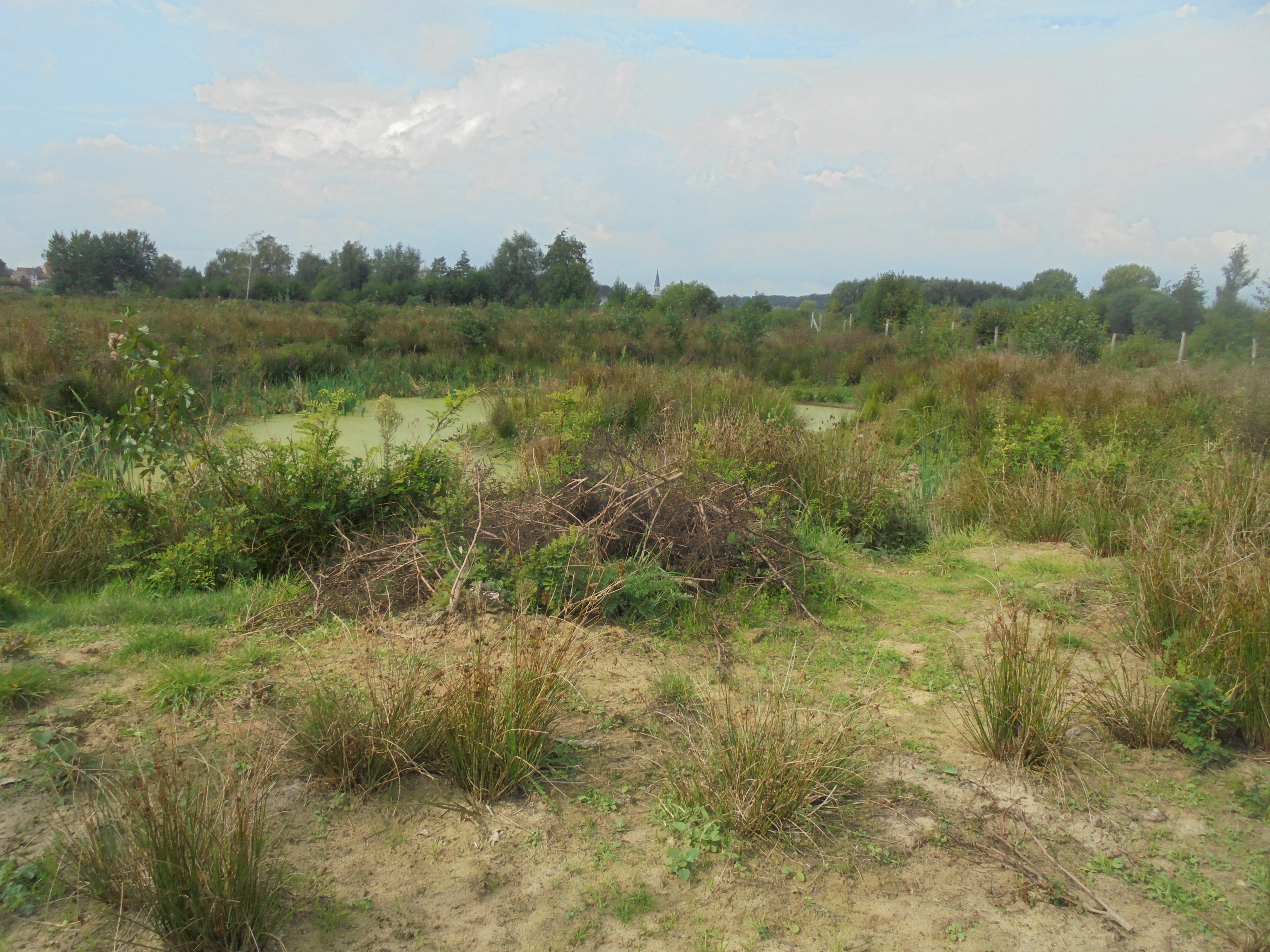
Wijmeers
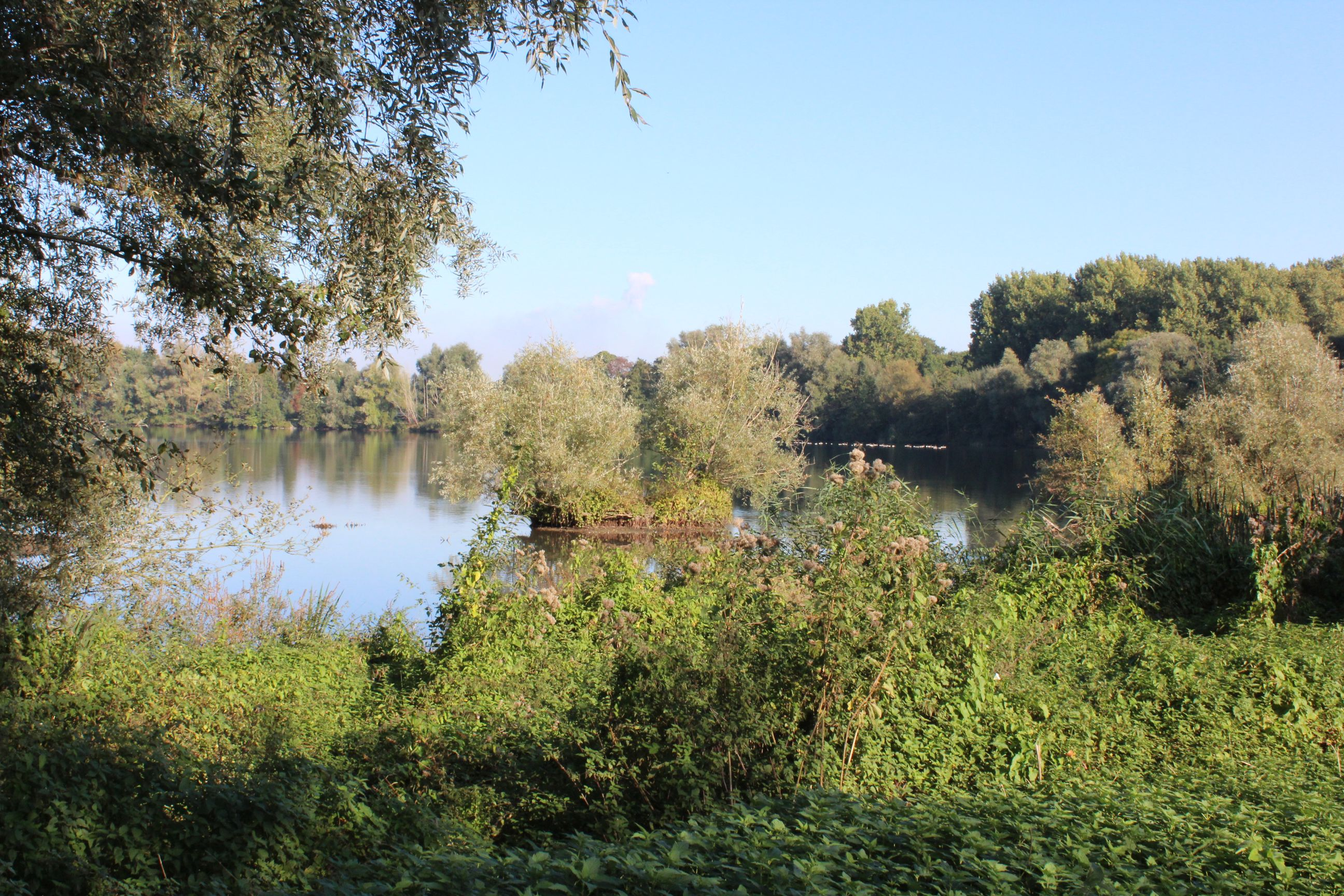
Damvallei
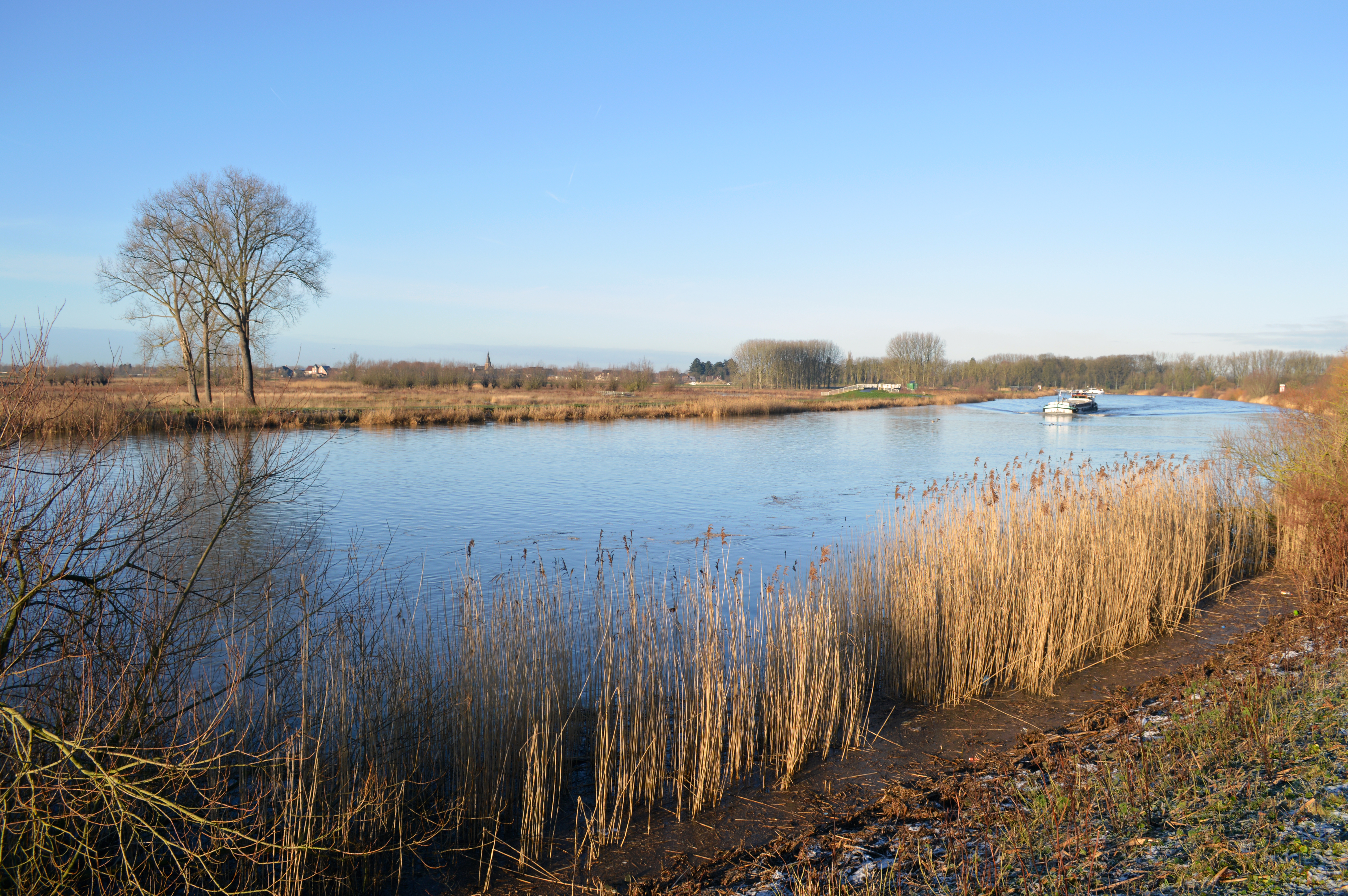
Bergenmeersen
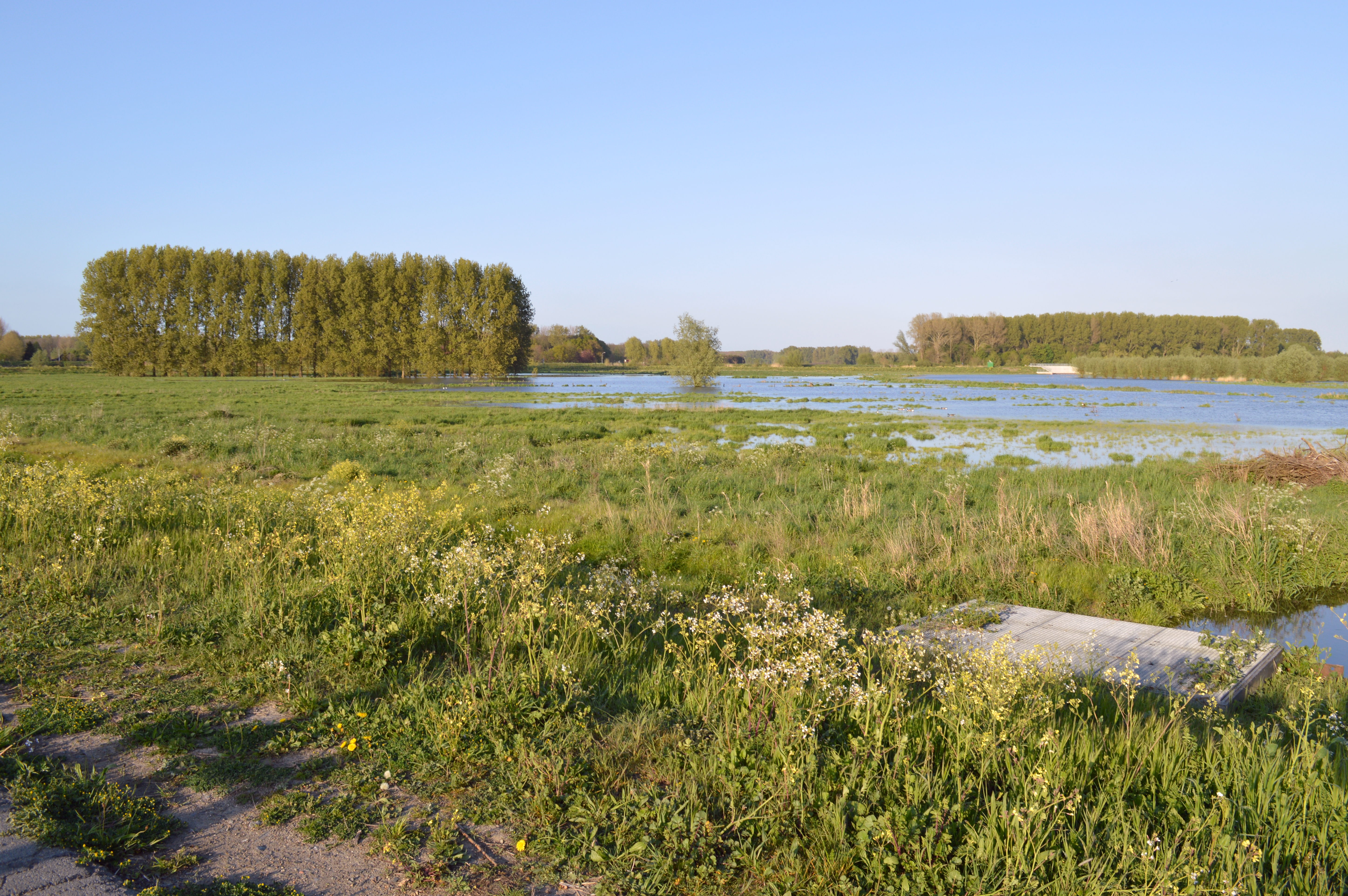
Bergenmeersen
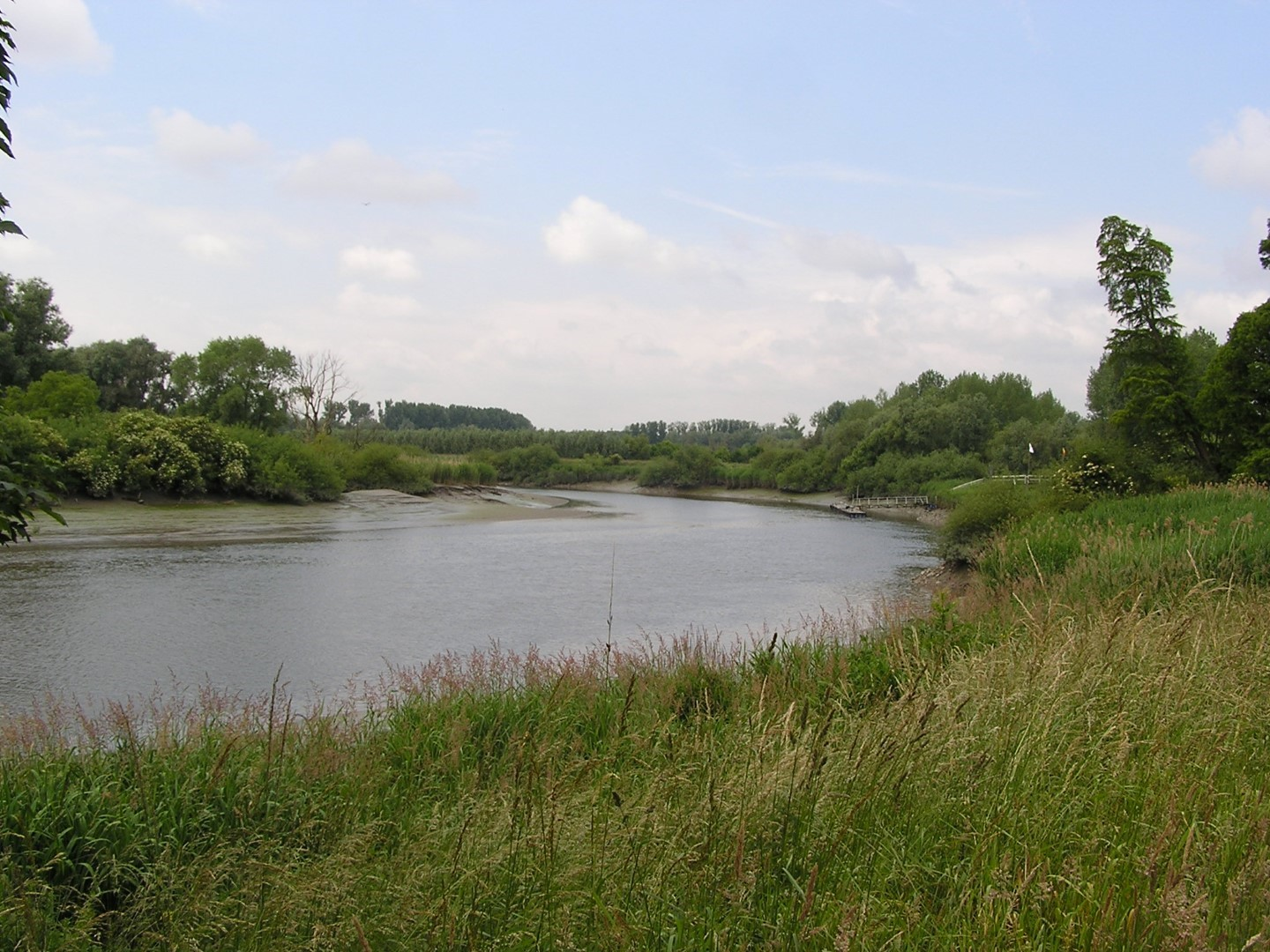
Durme in Hamme
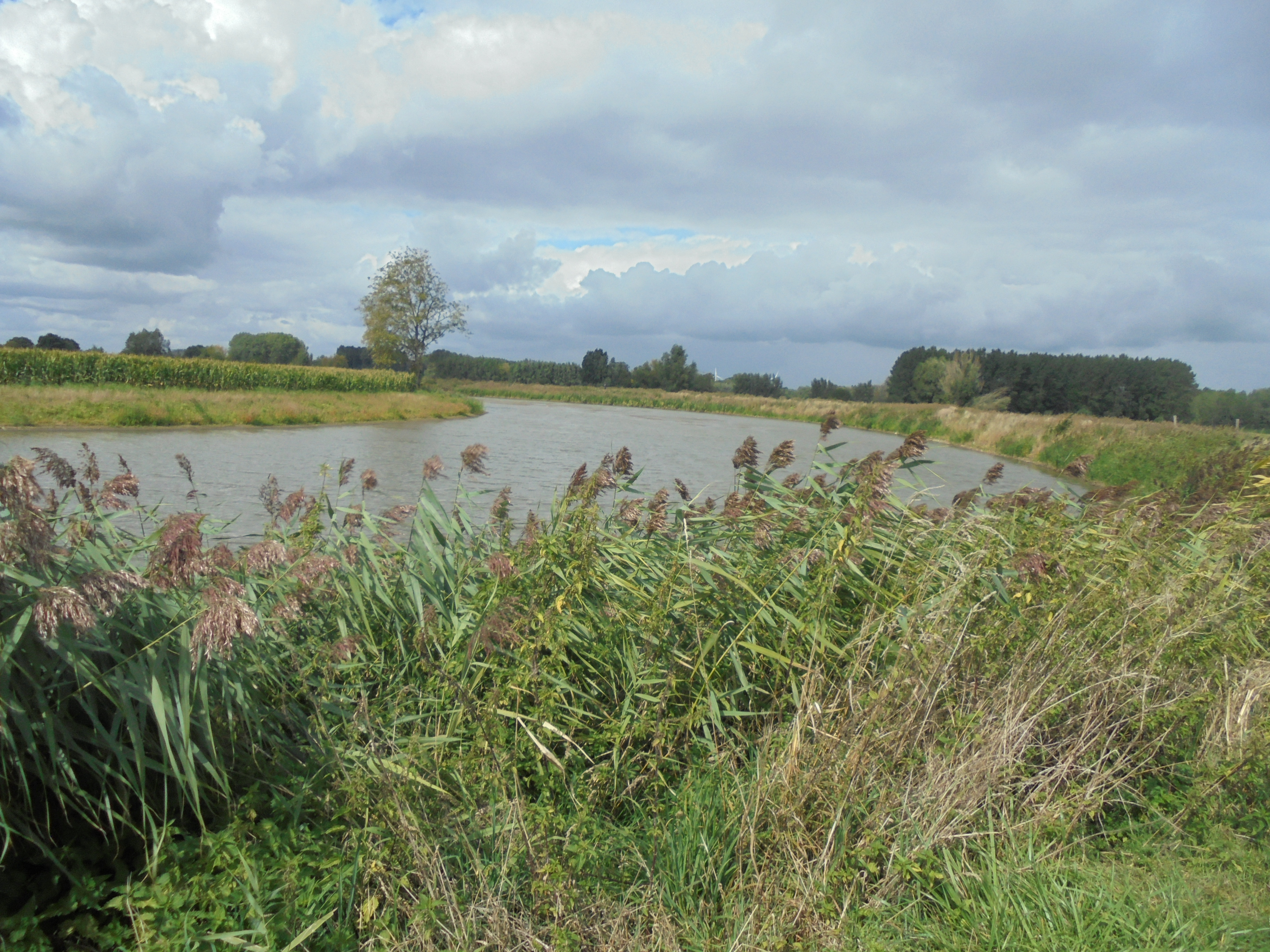
Oude Scheldearm in Schellebelle
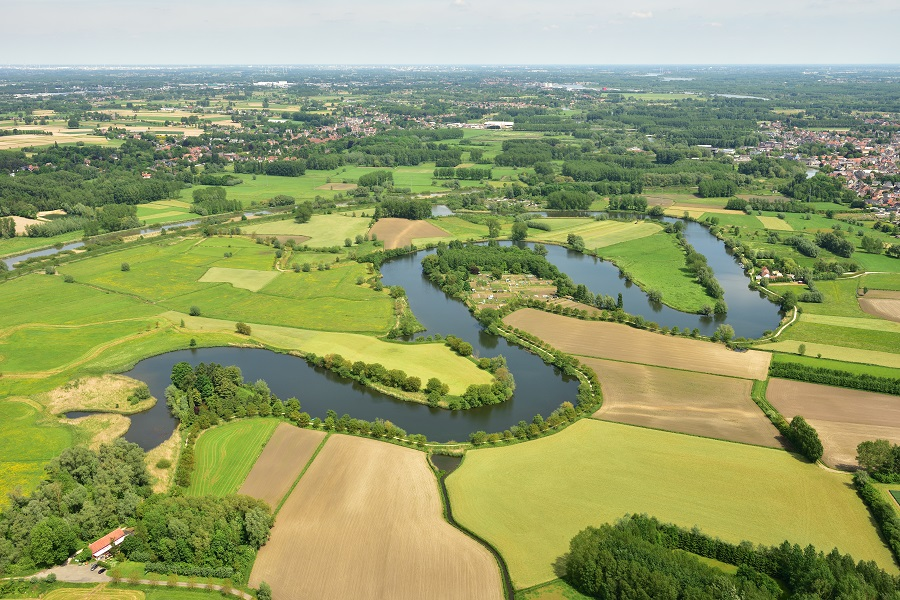
Oude Durme in Hamme
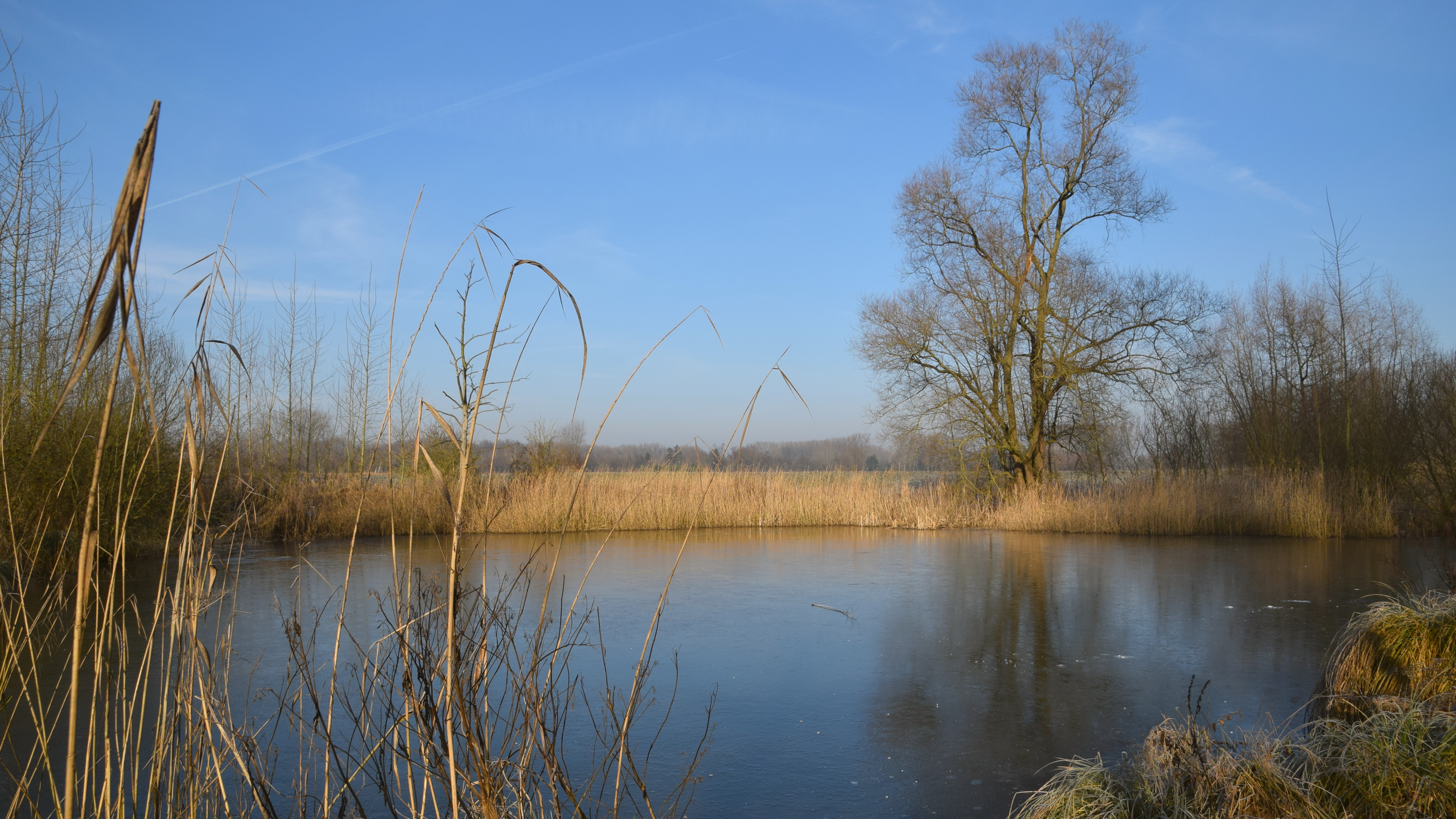
Berlare Broek